# Wessel (voornaam)
Wessel is een Nederlandse jongensnaam, die afgeleid is van Werner. In 2014 waren er 8.750 naamdragers.

## Bekende naamdragers
- Wessel Broekhuis, schrijver en zanger
- Wessel van der Brugge, van de drie Nederlanders aan boord van de RMS Titanic
- Wessel Couzijn, Nederlands expressionistisch beeldhouwer
- Wessel Dammers, Nederlands voetballer
- Wessel van Diepen, Nederlands producent
- Wessel Gansfort, theoloog en vroeg-humanist
- Wessel te Gussinklo, schrijver
- Wessel Ilcken, Nederlands jazzmusicus
- Wessel Lubbers, Noord-Nederlandse kunstschilder
- Wessel Nijman, Nederlands darter
- Wessel Pretorius, predikant in de Nederduits Gereformeerde gemeenten te Ouddorp en Emmerik
- Marthinus Wessel Pretorius, de eerste staatspresident van de Zuid-Afrikaansche Republiek